# 石川善右衛門
石川 善右衛門（いしかわ ぜんえもん、慶長12年（1607年） - 寛文9年12月1日（1670年1月22日））は、江戸時代前期の武士 、水利土木家。名は成一。善右衛門は通称。

## 経歴・人物
備前岡山藩士。寛永8年（1631年）父八兵衛の死後、その跡を継ぎ代官となる。そののち寛永19年（1642年）児島郡奉行となる。承応3年（1654年）、7月備前各地に大水害が発生。藩主池田光政の命を受け水害からの復旧に尽力し、10年に渡り300余の溜め池をつくり、治水と灌漑に功績をあげた。寛文5年（1665年）普請奉行となる。
明治43年（1910年）、従四位を追贈された。